# Kiuchi Sekitei

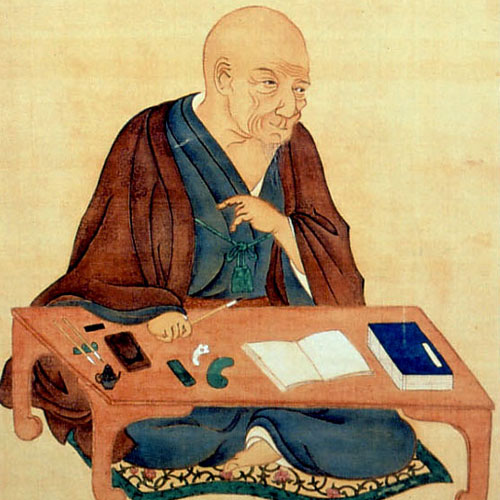
Kiuchi Sekitei

Kiuchi Sekitei (japanisch 木内 石亭; geboren 14. Januar 1725 in Shimosakamoto (Provinz Ōmi); gestorben 6. April 1808) war ein japanischer Mineraloge und Botaniker.

## Leben und Wirken
„Kiuchi Sekitei“ wurde als Sohn der Familie Jitsui (拾井家) geboren, trat dann aber die Nachfolge in der Familie Kiuchi an, der Familie seiner Mutter in Yamadago (山田郷) in der Provinz Ōmi. (Kitayamada, Kusatsu City). Schon als Kind liebte er seltsame Steine und studierte ab den 1750er Jahren die Kräuter- und Pflanzenkunde (本草学, Honzōgaku) unter dem Gelehrten Tsushima Nyoran (津島 如蘭). Er nahm Kontakt zu verschiedenen Gelehrten der Pflanzenkunde in der Kansai-Gegend und in Edo auf und besuchte die entsprechenden Märkte. Er gründete die Mineraliengesellschaft „Rosekisha“ (弄石社), sah sich seltsame Steine an verschiedenen Orten an und sammelte sie aktiv.
Basierend auf diesen Aktivitäten kategorisierte er Erze und verfasste die drei Bände umfassenden „Unkonshi“ (雲根志) zwischen 1772 und 1801. 1811 folgte das Verzeichnis „Soseki mokuriku“ (蔵石目録), das 1320 Arten von Gesteinen wiedergibt. Er war zu dieser Zeit der Großmeister der Mineralienkunde, vertrat auf Untersuchungen beruhende Ansichten wie die einer Stein-Eisen-Theorie und hat so bahnbrechende Forschungen zur Mineralogie und Archäologie in Japan durchgeführt. Philipp Franz von Siebold (1796–1866) nutzte in seinem großen Werk „Nippon“ für die Wiedergabe von Steinwerkzeugen und „Magatama“ Abbildungen aus Kiuchis Büchern. 
Zusätzlich zu den oben genannten Büchern verfasste Kiuchi u. a. „Magatama mondō“ (曲玉問答) – „Fragen und Antworten zu den Magatama“, „Tengu tsume-seki kidan“ (天狗爪石奇談) – „Tengu Nägelsteine – eine seltsame Geschichte“ und „Ryūkotsu-ki“ (竜骨記) – „Notizen zu Drachenknochen“.
Der Gelehrte Nakagawa Senzō (中川 泉三; 1869–1939) gab „Ishi no chōja kiuchi sekitei zenshū“ (石之長者木内石亭全集) – „Großmeister der Steine Kiuchi Sekitei Gesamtausgabe“ in 6 Bänden heraus. Der Archäologe Saitō Tadashi (斎藤 忠; 1908–2013) verfasste 1962 „Kiuchi Sekitei“.

## Abbildungen

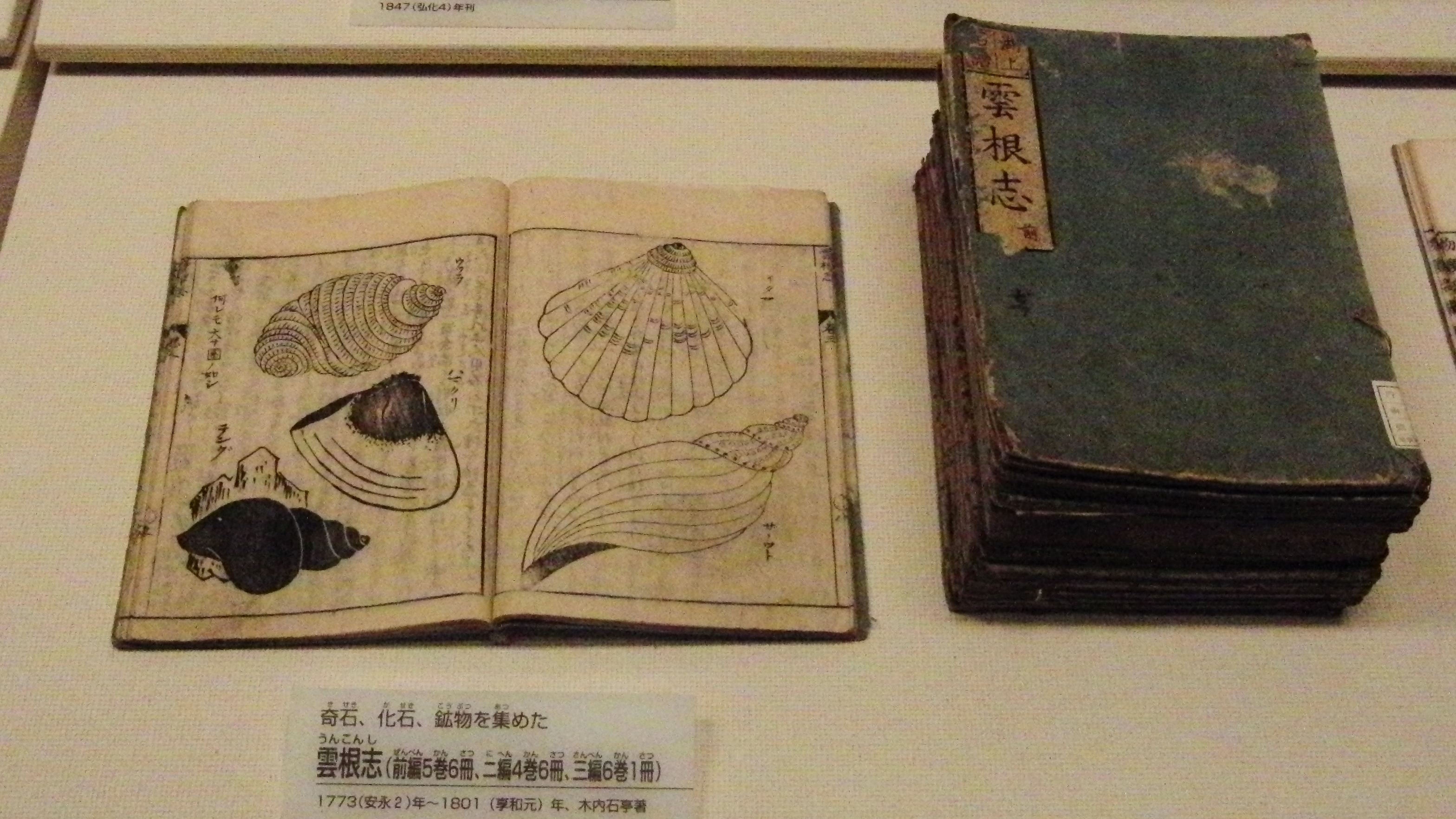
Unkonshi
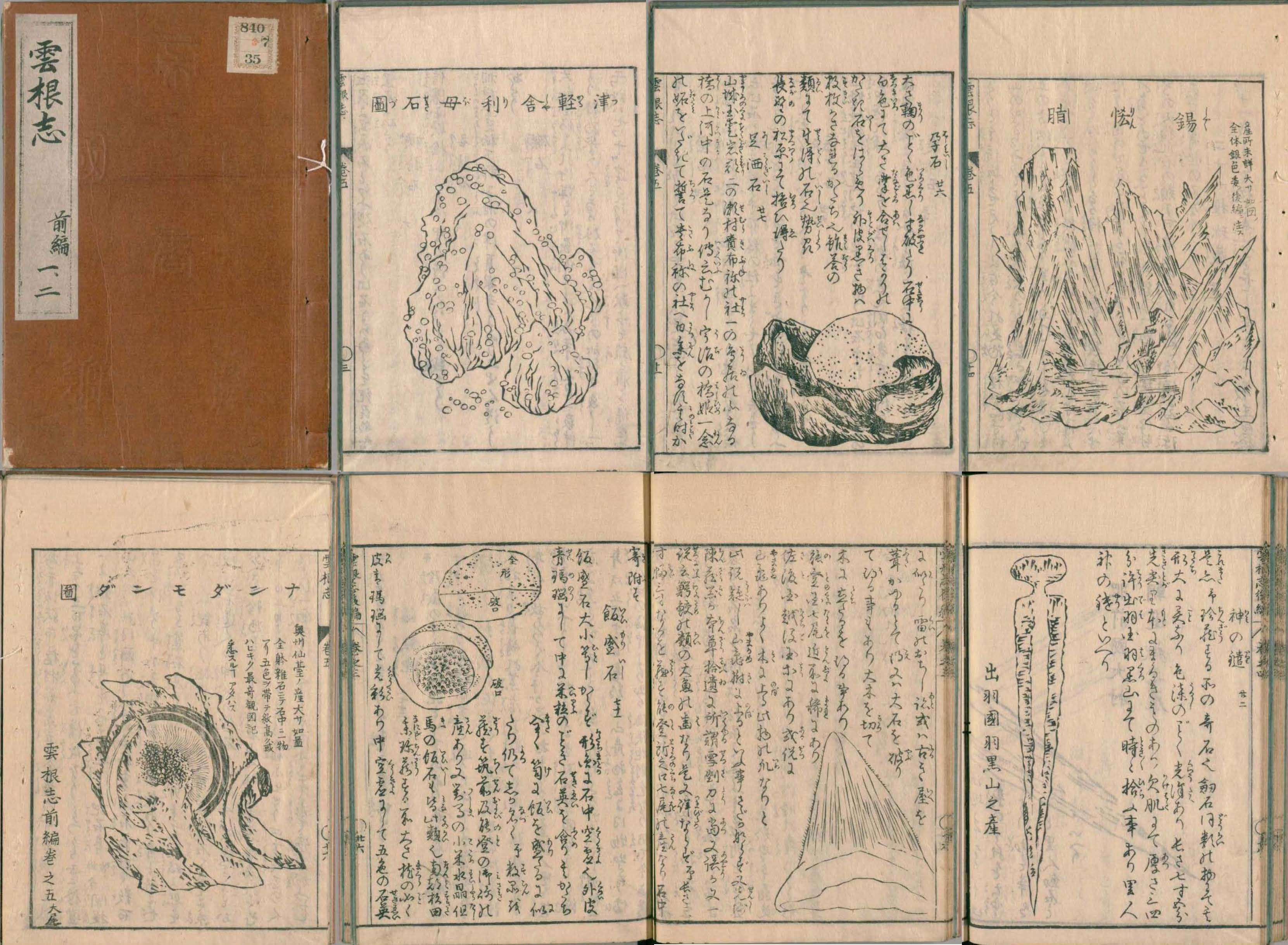
Aus dem „Unkonshi“
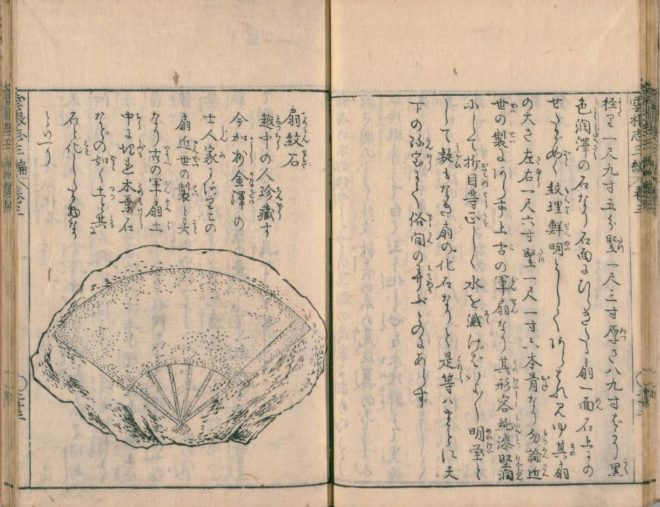
Eine Seite